# Marie-Zéphyrine de France
Marie-Zéphyrine de France, née au château de Versailles le 26 août 1750 et morte au même endroit le 2 septembre 1755, est une princesse de l'Ancien Régime. Elle est la première des huit enfants du dauphin Louis de France, fils du roi Louis XV, et de son épouse Marie-Josèphe de Saxe, fille du roi Auguste III de Pologne. Atteinte d'une péritonite, Marie-Zéphyrine meurt brutalement alors âgée de cinq ans. 

## Biographie
À l'âge de cinq ans, elle est atteinte d'une péritonite aiguë qui lui cause des convulsions. Elle est baptisée à la hâte Marie-Zéphyrine, du nom du Saint de son jour de naissance, avant de mourir.

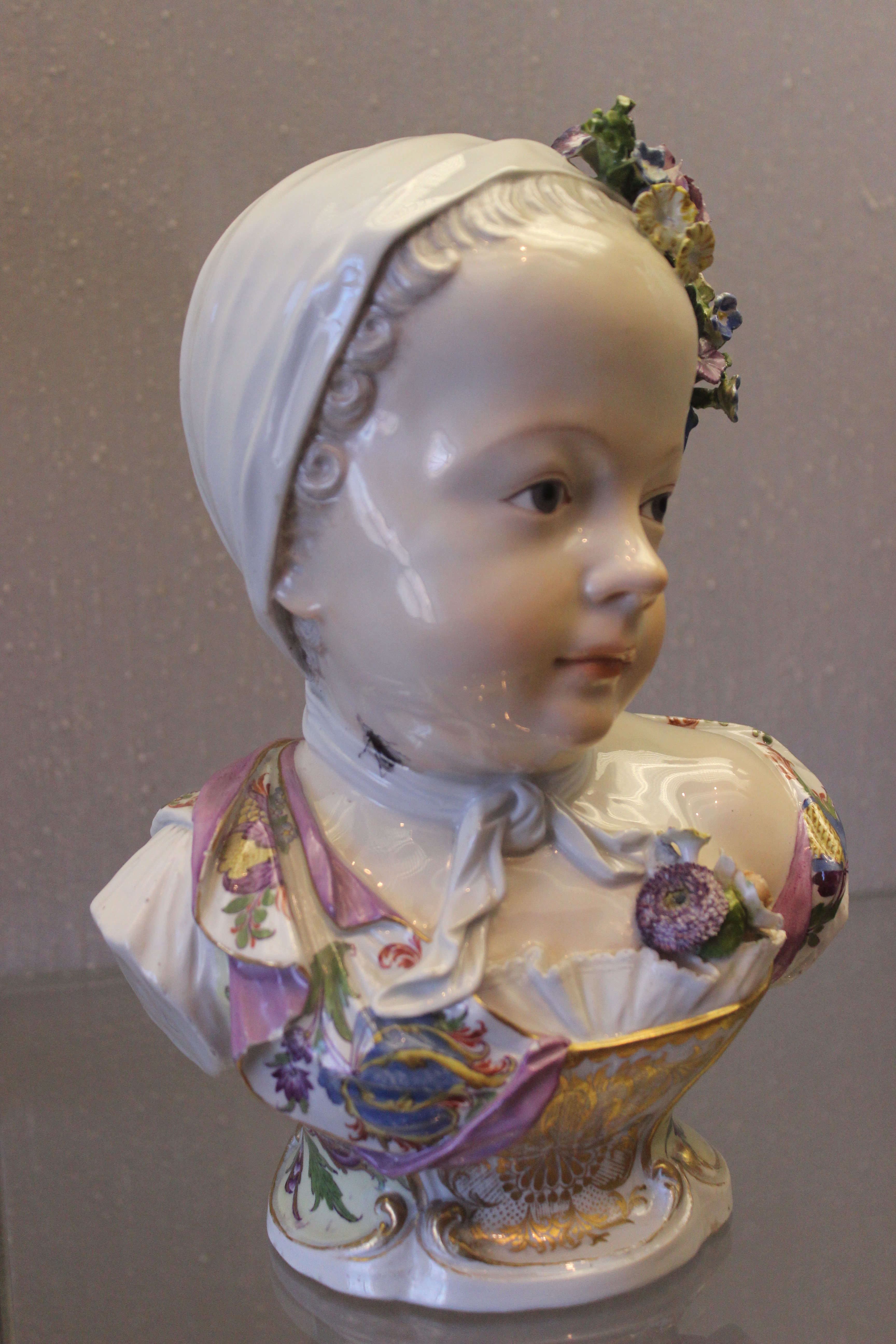
Buste de Marie-Zéphirine.

Enfant joyeuse, vive et douée pour la danse, elle était la compagne de jeux de son petit frère le duc de Bourgogne Louis-Joseph-Xavier de France, qui se montra très affecté par son décès.